# Unités urbaines dans la Sarthe
Les unités urbaines dans la Sarthe sont des agglomérations urbaines françaises situées dans le département de la Sarthe, en région Pays de la Loire.
Elles sont définies principalement sur le critère de la continuité du bâti par l’Institut national de la statistique et des études économiques (Insee). Plus précisément, l'unité urbaine correspond à une commune ou un ensemble de communes dont plus de la moitié de la population réside dans une zone agglomérée de plus de 2 000 habitants dans laquelle aucune habitation n'est séparée de la plus proche de plus de 200 mètres.
Dans le zonage de 2020, la Sarthe comprend 32 unités urbaines.

## Liste des unités urbaines
Le tableau ci-dessous présente la liste des 32 unités urbaines dans le département classées par code Insee :
| Code Insee | Unité urbaine           | Communes | Aire d'attraction  | Superficie (km²) | Population (2019) | Densité (hab/km²) |
| ---------- | ----------------------- | -------- | ------------------ | ---------------- | ----------------- | ----------------- |
| 00156      | Bessé-sur-Braye,        | 2        | -                  | 31,6             | 2 576             | 81,6              |
| 00464      | Alençon,                | 8        | Alençon            | 70,6             | 41 243            | 584               |
| 72101      | Saint-Georges-du-Bois   | 1        | Le Mans            | 7,2              | 2 155             | 298,1             |
| 72102      | Brette-les-Pins         | 1        | Le Mans            | 14,5             | 2 128             | 146,7             |
| 72103      | La Chartre-sur-le-Loir  | 2        | -                  | 26,6             | 2 288             | 86,0              |
| 72104      | Joué-l'Abbé             | 2        | Le Mans            | 18.3             | 2 386             | 130,6             |
| 72105      | Trangé                  | 2        | Le Mans            | 22,3             | 2 581             | 115,7             |
| 72106      | Loué                    | 2        | Loué               | 23,8             | 2 452             | 102,9             |
| 72107      | Vibraye                 | 1        | -                  | 43.6             | 2 510             | 57,5              |
| 72108      | Noyen-sur-Sarthe        | 1        | Sablé-sur-Sarthe   | 43,6             | 2 624             | 60,2              |
| 72109      | Sillé-le-Guillaume      | 2        | Sillé-le-Guillaume | 20,4             | 2 626             | 129               |
| 72110      | Spay                    | 1        | Le Mans            | 14,2             | 2 881             | 202,6             |
| 72111      | Précigné                | 1        | Sablé-sur-Sarthe   | 57.9             | 2 957             | 51,1              |
| 72112      | Mayet                   | 1        | Le Mans            | 54               | 3 120             | 57,8              |
| 72113      | Cérans-Foulletourte     | 1        | Le Mans            | 32,5             | 3 369             | 103,6             |
| 72114      | La Bazoge               | 1        | Le Mans            | 22,9             | 3 646             | 159,4             |
| 72115      | Fresnay-sur-Sarthe      | 2        | Alençon            | 46,5             | 3 622             | 77,9              |
| 72116      | Saint-Calais            | 2        | Saint-Calais       | 53,6             | 3 721             | 69,5              |
| 72117      | Sainte-Jamme-sur-Sarthe | 2        | Le Mans            | 19,8             | 3 839             | 193,8             |
| 72118      | Connerré                | 2        | Le Mans            | 29,4             | 3 993             | 135,7             |
| 72119      | Le Lude                 | 1        | Le Lude            | 68,4             | 4 126             | 60,4              |
| 72120      | Bonnétable              | 2        | -                  | 49,9             | 4 318             | 86,5              |
| 72201      | Parigné-l'Évêque        | 1        | Le Mans            | 63,4             | 5 286             | 83,4              |
| 72202      | Écommoy                 | 2        | Le Mans            | 37,8             | 5 450             | 144,3             |
| 72203      | Mamers                  | 2        | Mamers             | 16,3             | 5 656             | 347,6             |
| 72204      | La Suze-sur-Sarthe      | 2        | Le Mans            | 47.9             | 7 088             | 148,1             |
| 72205      | Montval-sur-Loir        | 2        | Montval-sur-Loir   | 45,8             | 7 269             | 158,9             |
| 72206      | Champagné               | 3        | Le Mans            | 67,4             | 9 385             | 139,3             |
| 72301      | La Ferté-Bernard        | 2        | La Ferté-Bernard   | 45,3             | 11 593            | 255,7             |
| 72302      | Sablé-sur-Sarthe        | 2        | Sablé-sur-Sarthe   | 48,5             | 13 339            | 275,3             |
| 72303      | La Flèche               | 1        | La Flèche          | 74,2             | 14 858            | 200,2             |
| 72701      | Le Mans                 | 20       | Le Mans            | 338,1            | 220 948           | 656,6             |